# Капчугай
Капчугай — упразднённое село в Буйнакском районе Дагестана. На момент упразднения являлось административным центром Капчугайского сельсовета. Упразднено в 1970 году, население переселено в село Учкент.

## Географическое положение
Располагалось в долине Кар-кар на реке Шураозень, в 7 км к северу от села Такалай.

## История
До вхождения Дагестана в состав Российской империи село входило в состав Тарковского шамхальства и являлось резиденцией капчугайских беков Казаналиповых.
По данным на 1929 год село состояло из 119 хозяйств, в административном отношении являлось центром Капчугайского сельсовета Буйнакского района. В 1927 году организован колхоз имени Буденного. С 1935 по 1944 год Капчугайский сельсовет входил в состав Кумторкалинского района. В 1964 году село становиться отделением совхоза
«Шуринский». В 1970 году в результате произошедшего землетрясения село было полностью разрушено. Республиканскими властями было принято решение о переселении всех жителей села в местность Алмало, во вновь организованный совхоз «Алмалинский» (впоследствии совхоз имени Ю. Акаева), где было построен новый населённый пункт село Учкент. Указом Президиума Верховного Совета ДАССР от 28.08.1970 г. село было ликвидировано.
В 1990 году бывшими жителями села был создан комитет по его возрождению.

## Население
| 1869 | 1888 | 1895 | 1908 | 1926 | 1939 | 1959 |
| ---- | ---- | ---- | ---- | ---- | ---- | ---- |
| 457  | ↗590 | ↘445 | ↘443 | ↗531 | ↘476 | ↘266 |
| 1970 |      |      |      |      |      |      |
| ↗377 |      |      |      |      |      |      |

По переписи 1926 года в селе Капчугай проживало 531 человек (262 мужчины и 269 женщин), из которых: кумыки — 99 %.

## Уроженцы
- Акмурзаев, Магомедамин Агамурзаевич— дагестанский актёр театра и кино.
- Казаналипов Асельдер — видный общественно-политический деятель Дагестана.
- Роза Абдулбасировна Эльдарова — дагестанский общественный и политический деятель, первая женщина-дагестанка в высшем руководстве Дагестана и РСФСР.

## Археология
Окрестности села изобилуют различными археологическими памятниками относящимся к различным эпохам. В их число относятся Капчугайское городище (возможно остатки Хазарского города), могильники и наскальные изображения.